# نرکو (لوئیزیانا)

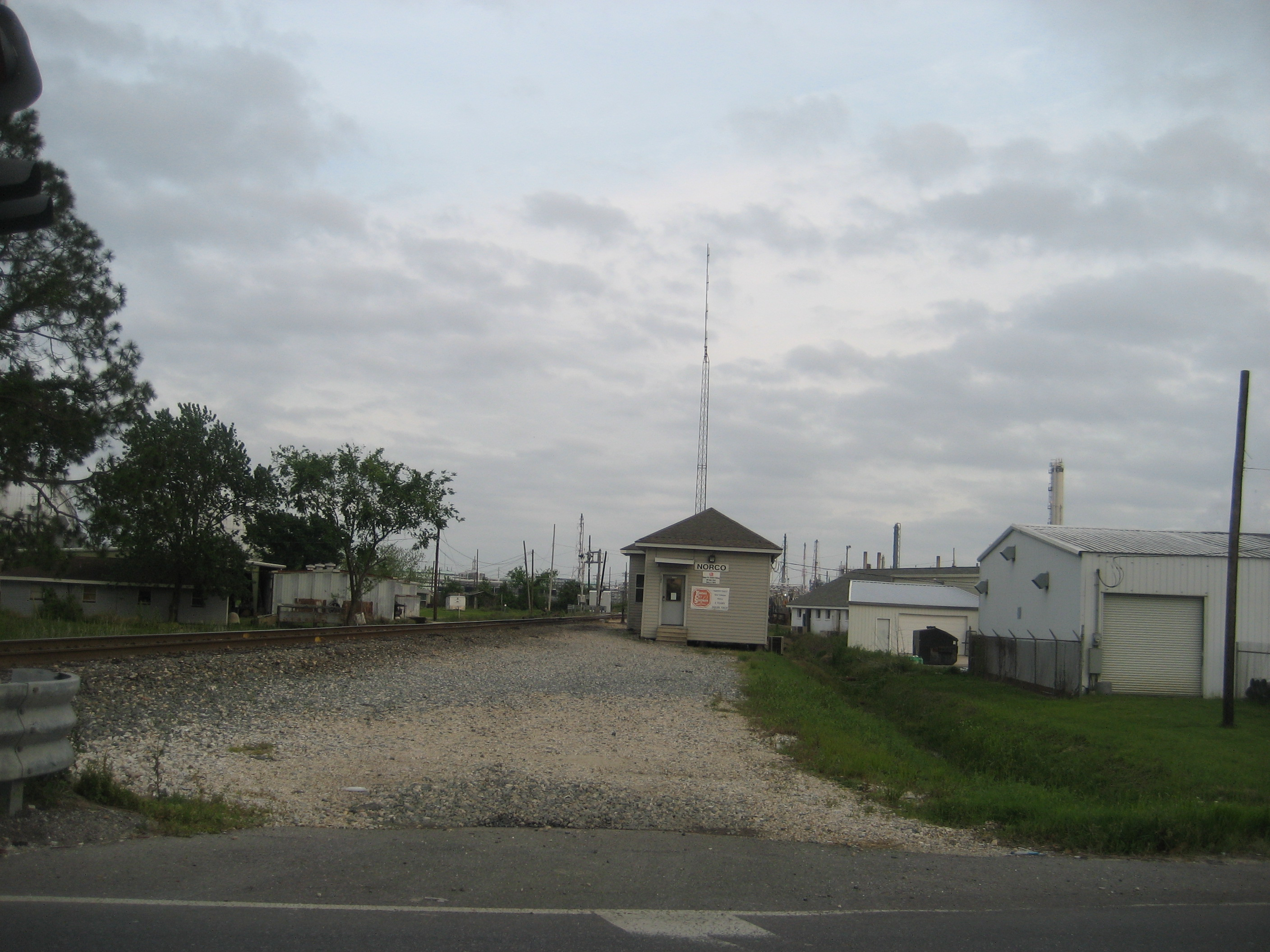
نرکو ایالت لوئیزیانا کشور ایالات متحده آمریکا

نرکو (به انگلیسی: Norco) شهری در ایالت لوئیزیانا کشور ایالات متحده آمریکا است که جمعیت آن در سرشماری سال ۲۰۱۰ میلادی، ۳٬۰۷۴ نفر بوده‌است.